# Gonzalo Serrano Rodríguez
Gonzalo Serrano Rodríguez (Madrid, 17 de agosto de 1994) é um ciclista profissional espanhol que atualmente corre pela equipa Movistar Team .Destacou como amador ganhando a Volta a Toledo, a Volta a Segovia, a Clássica Aiztondo, o Circuito Guadiana e a Copa da Espanha de Ciclismo. em setembro 2022 ganhou 1 etapa + geral Tour of Britain faltando concluir ultimas 3 etapas organizaçao da prova decidiu cancelar as ultimas 3 etapas devido ao falecimento da rainha Elizabeth II. Assim respeitando a imagem e memoria da acarinhada e respeitada e majestosa rainha Isabel II.

## Palmarés
- 2020
  - 1 etapa da Volta à Andaluzia
- 2022
- Geral Volta à Grã-Bretanha
- 1 etapa

## Resultados em Grandes Voltas
| Corrida | Corrida         | 2018 | 2019  | 2020 |
| ------- | --------------- | ---- | ----- | ---- |
|         | Giro d'Italia   | —    | —     | —    |
|         | Tour de France  | —    | —     | —    |
|         | Volta a Espanha | —    | 135.º |      |

—: não participa

Ab.: abandono